# Cucina tibetana

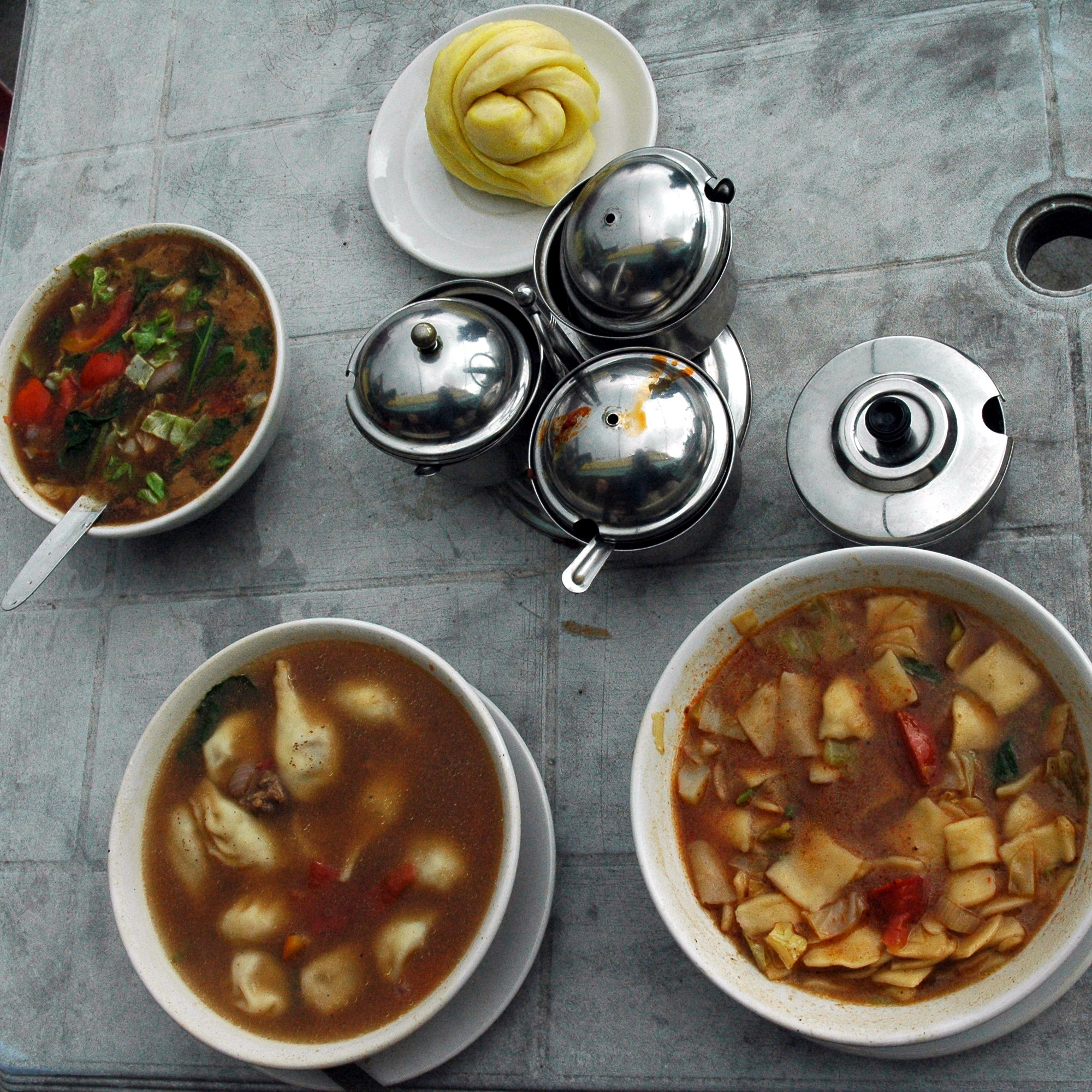
Un pasto tibetano

La cucina tibetana comprende le abitudini culinarie del Tibet, nonché di altre nazioni in cui è presente la comunità tibetana, come il Nepal e il Bhutan.

## Caratteristiche generali
Pur se poco conosciuta, la cucina tibetana risulta essere sufficientemente nutriente, ben equilibrata e poco speziata. Gli alimenti principali su cui essa si basa sono la tsampa, una farina di orzo, e il grano. Il riso che si trova è generalmente di importazione. In Tibet crescono diversi vegetali, come rape, piselli, ravanelli, funghi e cipolle, nonché svariate erbe aromatiche come rabarbaro e orecchie d'asino. Tra la frutta troviamo uva spina, albicocche, pere, pesche e noci. I tibetani consumano diversi tipi di carne, come yak, vitello, montone e maiale. Il consumo di pollo e pesce è vietato dalla loro religione.
Il tipico pasto tibetano è composto da una zuppa, un piatto di carne, uno di verdure e uno a base di riso o noodle. Il tutto è accompagnato da tè, spesso mescolato con la tsampa. Tra i piatti di pasta troviamo i momo, dei ravioli di carne o verdure che possono essere sia cotti al vapore che fritti, la thukpa, una zuppa di noodle con carne o verdure, gli hipthuk, dei quadratini di pasta cotti in una zuppa di carne di yak, e i thenthuk, i classici noodle tibetani. Tra i piatti di riso invece si annoverano lo shemdre, del riso accompagnato da uno stufato di patate e carne di yak, il damje (o shomday), un piatto di riso fritto saltato con yak, yogurt e uva passa, e gli shya vale, dei pancake fritti ripieni di carne di yak. Tra i nomadi è diffuso lo yak sha, una sorta di jerky fatto di carne di yak. Altri piatti della cucina tibetana includono il lasha, a base di agnello e ravanelli, la gyuma (una sorta di pudding) e il dresi, un riso dolce.
Le bevande più popolari in Tibet sono il bö cha, ovvero il tè mescolato con burro di yak, e la chhang, una bevanda alcolica ottenuta dalla fermentazione dell'orzo. La tomba è invece una bevanda a base di miglio fermentato tipico della zona confinante con il Sikkim e il Bhutan.